# Takahashi Yuichi
Takahashi Yuichi est un nom japonais traditionnel ; le nom de famille (ou le nom d'école), Takahashi, précède donc le prénom (ou le nom d'artiste).
Takahashi Yuichi (高橋 由一) (20 mars 1828 - 6 juillet 1894) est un peintre japonais, connu pour son travail de pionnier dans le développement du courant yōga (style occidental) de la peinture japonaise de la fin du XIXe siècle.

## Biographie

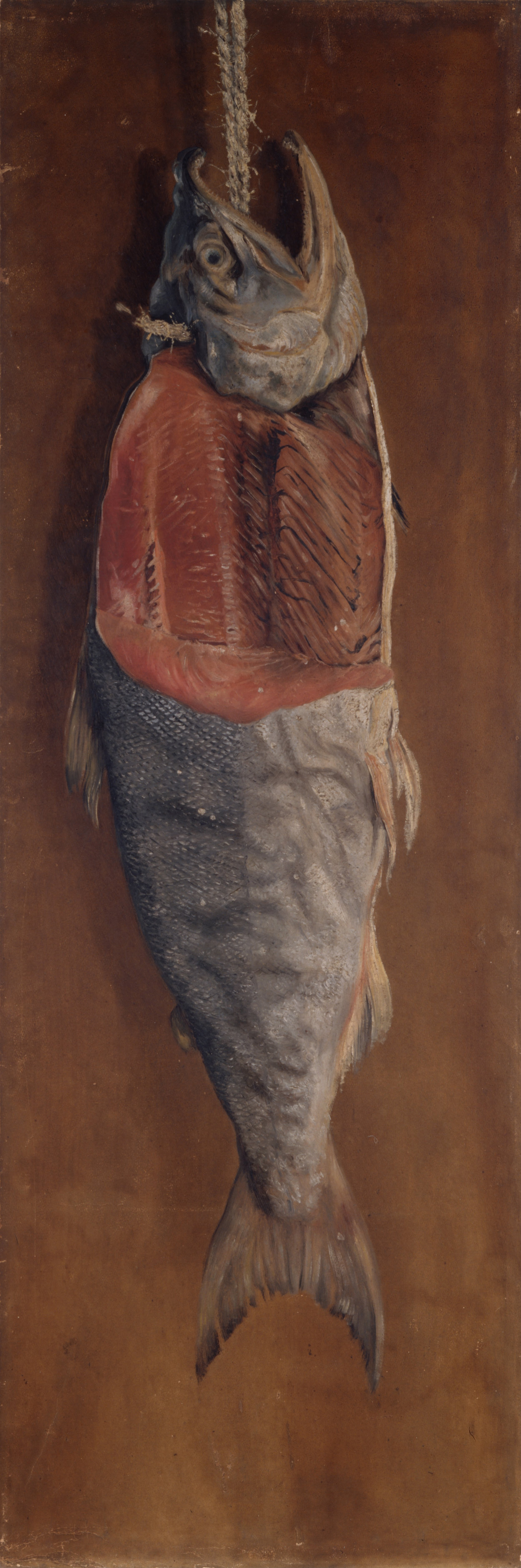
鮭 (Saumon),1877, peinture à l'huile, 140x46.5 cm, Université des arts de Tokyo.

Takahashi naît dans une famille de samouraï à la résidence d'Edo du domaine de Sano, han secondaire du domaine de Sakura où son père est obligé du clan Hotta. Très tôt intéressé par l'art, il est apprenti de l'école Kanō puis plus tard est fasciné par le style occidental qu'il découvre par le biais des lithographies qui deviennent disponibles au Japon durant l'époque Bakumatsu. En 1862, il obtient une situation au département des arts du Bansho Shirabesho, l'institut de recherche du shogunat Tokugawa sur l'étude de l'occident où il étudie sous la direction de Kawakami Togai et où il commence à expérimenter la peinture à l'huile. En 1866, il se rend à Yokohama étudier auprès du peintre et dessinateur anglais Charles Wirgman qui est à ce point impressionné par son talent qu'il finance sa participation à l'Exposition universelle de 1867 à Paris.
Après la restauration de Meiji, en dépit de sa formation en grande partie autodidacte, il est nommé professeur en arts au Kobubijutsu Gakkō (école technique des beaux-arts) par le nouveau gouvernement de Meiji. Il y est étudiant et assistant du conseiller étranger italien Antonio Fontanesi qu'a engagé le gouvernement dans les dernières années de 1870 pour introduire la peinture à l'huile au Japon.
En 1879, il participe à un concours parrainé par le Kotohira-gū à Shikoku pour peindre des panneaux de plafond, puis donne tous ses tableaux au sanctuaire après le concours. Le sanctuaire expose encore aujourd'hui une collection de vingt-sept de ses peintures. Également en 1879, Takahashi est recommandé par le genrōin pour devenir peintre de cour puis est autorisé à peindre un portrait de l'empereur Meiji. En 1881, il reçoit une importante commande du vicomte Mishima Michitsune pour peindre des scènes de travaux publics dans la préfecture de Yamagata.
Bien que Takahashi a surtout produit des portraits et des paysages, son tableau le plus connu est celui d'une nature morte d'un saumon, reconnu par l'agence pour les Affaires culturelles du Japon comme bien culturel important.

## Œuvres importantes
- Beauté (美人, bijin?), 1872, Université des arts de Tokyo, Bien culturel important.
- Saumon (鮭, sake?), 1877, Université des arts de Tokyo, Bien culturel important.

## Source de la traduction
- (en) Cet article est partiellement ou en totalité issu de l’article de Wikipédia en anglais intitulé « Takahashi Yuichi » (voir la liste des auteurs).